# Calendrier romain tridentin
Cet article concerne le calendrier liturgique promulgué au XVIe siècle. Pour le calendrier romain général établi en 1960, voir Calendrier romain général (1960). Pour une vue d'ensemble du Calendrier romain général, voir Calendrier romain général (liturgie).
Le Calendrier romain tridentin est le Calendrier romain général établi par le pape Pie V en appliquant le décret du concile de Trente, qui avait confié au pape la révision du Missel romain et du Bréviaire romain.
Pie V publie sa révision du Bréviaire en 1568 et celle du Missel en 1570. Il rend obligatoire l'emploi exclusif de ces deux textes tridentins dans toute l'Église latine, sauf là où on emploie déjà des textes d'au moins deux siècles d'ancienneté.

## Caractéristiques

### Rang des fêtes
Dans le Calendrier romain tridentin (1568/1570), les fêtes des saints sont classées comme doubles, semi-doubles et simples. Des fêtes doubles les plus importantes sont classées comme doubles de première ou de seconde classe,.
En 1602, le pape Clément VIII, dans sa révision du Missel et du Bréviaire tridentins, ajoute une troisième classe de fêtes doubles, celle des doubles majeures,,. En 1911, le pape Pie X décide que les fêtes doubles qui tombaient à une date occupée par une fête de rang supérieur ne seraient plus transférées à un autre jour, mais seraient simplement commémorées dans celles de rang supérieur. En 1955, le pape Pie XII supprime le rang de semi-double : il réduit les célébrations semi-doubles en simples et décrète que les fêtes simples antérieures soient célébrées par une commémoraison dans une autre célébration. Le Calendrier romain de 1960 classe diversement les fêtes des saints. Le Calendrier romain général (1960) divise les fêtes en quatre degrés (1re classe, 2e classe, 3e classe, 4e classe).

### Saints mentionnés
Toutes ces célébrations se trouvent dans l'actuel Calendrier romain général avec rang de mémoire. Dans le Calendrier romain tridentin, la fête du 8 décembre s'appelle « Conception de la bienheureuse Marie », sans l'adjectif « immaculée ». Elle a repris l'adjectif « immaculée »  en 1854.
Le calendrier tridentin n'a que 149 fêtes de rang double ou semi-double (c'est-à-dire sans compter les fêtes de rang simple),
Une étude de 1907 montre le progressif encombrement du Calendrier romain général (au niveau des doubles et semi-doubles) aux dates des révisions du Bréviaire romain en 1568, 1602, 1631 et 1882, jusqu'à l'an 1907.

### Vigiles
Dans les premiers siècles du christianisme, il y avait la coutume, dont témoigne Tertullien, de s'assembler la veille des grandes fêtes pour prier et veiller en attendant l'office qu'on faisait le matin de la fête. Récemment, on a redonné au terme « vigile », dans la liturgie romaine, un sens plus proche du sens primitif,, mais au temps de Pie V, « une vigile ou veille n'est que le jour qui précède une solennité »,. Selon l'opinion de Durand de Mende, pas acceptée par Bergier, il s'y était glissé des abus et, pour ce motif, ces veilles furent défendues par un concile tenu en 1322, et à leur place on institua des jeûnes qui, dans la période tridentine, portaient le nom de vigiles,.
Dans le Calendrier romain tridentin, il y a la Vigile pascale et 16 autres vigiles : les jours précédant 8 fêtes d'apôtres, la Nativité de Jean-Baptiste, Saint Laurent, Toussaint, Assomption, Noël, Épiphanie, Ascension et Pentecôte. Le pape Léon XIII y ajoute en 1879 l'Immaculée Conception.
Dans les Calendriers romains de Pie XII (1955) et de Jean XXIII (1960), le nombre des vigiles est réduit a huit : sept dont la définition est, comme dans le Calendrier romain tridentin, « le jour liturgique qui précède telle fête », plus la Vigile pascale, qui, « n’étant pas un jour liturgique, a une forme qui lui est propre, celle d’une veillée », retour au sens primitif du terme « vigile », qui dans le Calendrier romain de 1969 deviendra le seul sens liturgique. Dans le Calendrier de 1955, la Vigile pascale et celles de Noël et de la Pentecôte sont classées comme « vigiles privilégiées » ; celles de l'Ascension, de l'Assomption, de Saint Jean-Baptiste, des Saints Pierre et Paul et de Saint Laurent sont des « vigiles communes ». Des sept vigiles reconnues dans le Calendrier de 1960 comme jours liturgiques, celles de Noël et de la Pentecôte sont de 1re classe, celles de l'Ascension, de l'Assomption, de Saint Jean-Baptiste, des Saints Pierre et Paul sont de 2e classe, et celle de Saint Laurent est de 3e classe.

### Octaves
Dans la liturgie romaine, on entend par « octave » les huit jours consécutifs de célébration d'une grande fête, y compris le jour même de la fête et le dernier ou huitième, le « jour octave ».
Le calendrier romain tridentin réduit le nombre d'octaves, mais en compte encore quinze : Noël, Saint-Étienne, Jean Évangéliste, les Saints Innocents, l'Épiphanie, Pâques, l'Ascension, la Pentecôte, la Fête-Dieu, la Nativité de Jean Baptiste, les saints Pierre et Paul, saint Laurent, l'Assomption de Marie, la Nativité de la Vierge Marie et la Toussaint.
Le calendrier romain général maintient à 15 le nombre d'octaves jusqu'en 1928, alors que Pie XI y ajoute l'octave de la Fête du Sacré-Cœur, mais, en 1955, Pie XII les réduit fortement à trois : Noël, Pâques et la Pentecôte.

## Publication
Le calendrier romain tridentin est publié dans la première édition (1568) du Bréviaire romain tridentin, la première édition (1570) du Missel romain tridentin et dans les éditions iuxta typicam apparues à la même époque (par exemple, celle d'Alde le Jeune à Venise en 1574, qui ajoute au 25 décembre l'indication « et commémoraison de sainte Anastasie dans la seconde messe»).